# Моран, Томас
То́мас Мо́ран (англ. Thomas Moran; 12 февраля 1837, Болтон, Англия — 25 августа 1926, Санта-Барбара, Калифорния) — американский художник британского происхождения из Школы реки Гудзон, в чьих работах часто изображаются Скалистые горы. Вместе с такими художниками, как Альберт Бирштадт, Томас Хилл и Уильям Кейт, Моран зачастую причисляется к «Школе Скалистых гор» пейзажистов, поскольку подавляющее большинство пейзажей Дикого Запада было создано этой группой в конце XIX века.

## Биография
Семья Моранов эмигрировала из Англии в 1844 году и поселилась в штате Пенсильвания. Начал свою художественную карьеру в подростковом возрасте в качестве подмастерья в филадельфийской фирме резчиков по дереву Scattergood & Telfer. После двух лет обучения у них он создал собственные иллюстрации и акварельные работы, а в 1860-е годы начал создавать литографии ландшафтов вокруг Великих озёр. Во время обучения в Англии в 1862 г. Моран познакомился с работами Уильяма Тёрнера, и подход Тёрнера к использованию цветов и выбору ландшафтов оказал влияние и на Морана. В 1870-е и 1880-е годы во многих журналах и подарочных изданиях появились гравюры Морана.
Томас Моран был женат на шотландке Мэри Ниммо Моран (1842—1899), которая также была художницей-пейзажисткой, и кроме того, создавала гравюры методом травления. У них было двое дочерей и сын. Братья Томаса — Эдвард Моран и Питер Моран, также были известными художниками.
Созданные Мораном пейзажные изображения сыграли роль в основании Йеллоустонского национального парка. По просьбе американского финансиста Джея Кука и за собственный счёт Моран принял участие в работе группы геологов под руководством Хэйдена, которая в 1871 г. исследовала регион Йеллоустона. Его зарисовки, а также фотографии, которые выполнил другой участник экспедиции, известный фотограф Уильям Генри Джексон, вызвали общенациональный интерес, в результате чего в 1916 г. Конгресс США включил Йеллоустон в систему национальных парков.
В честь Морана названа гора Моран в национальном парке Гранд-Титон.

## Галерея изображений

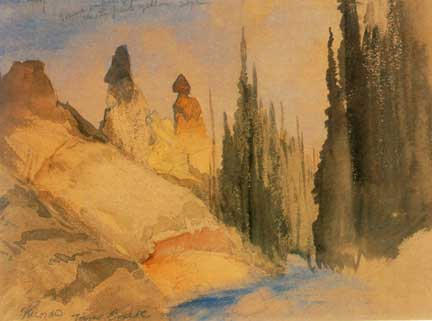
Ручей Тауэр, 1871
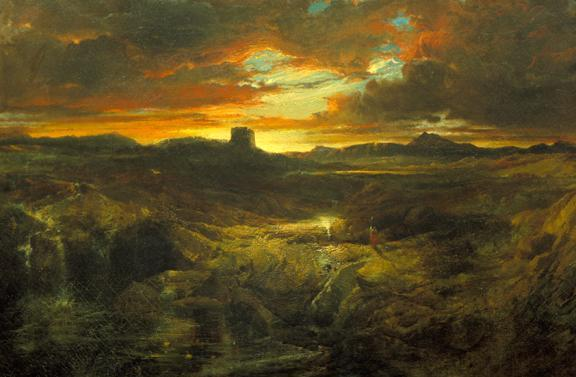
Чайльд-Роланд дошёл до Тёмной Башни, 1859
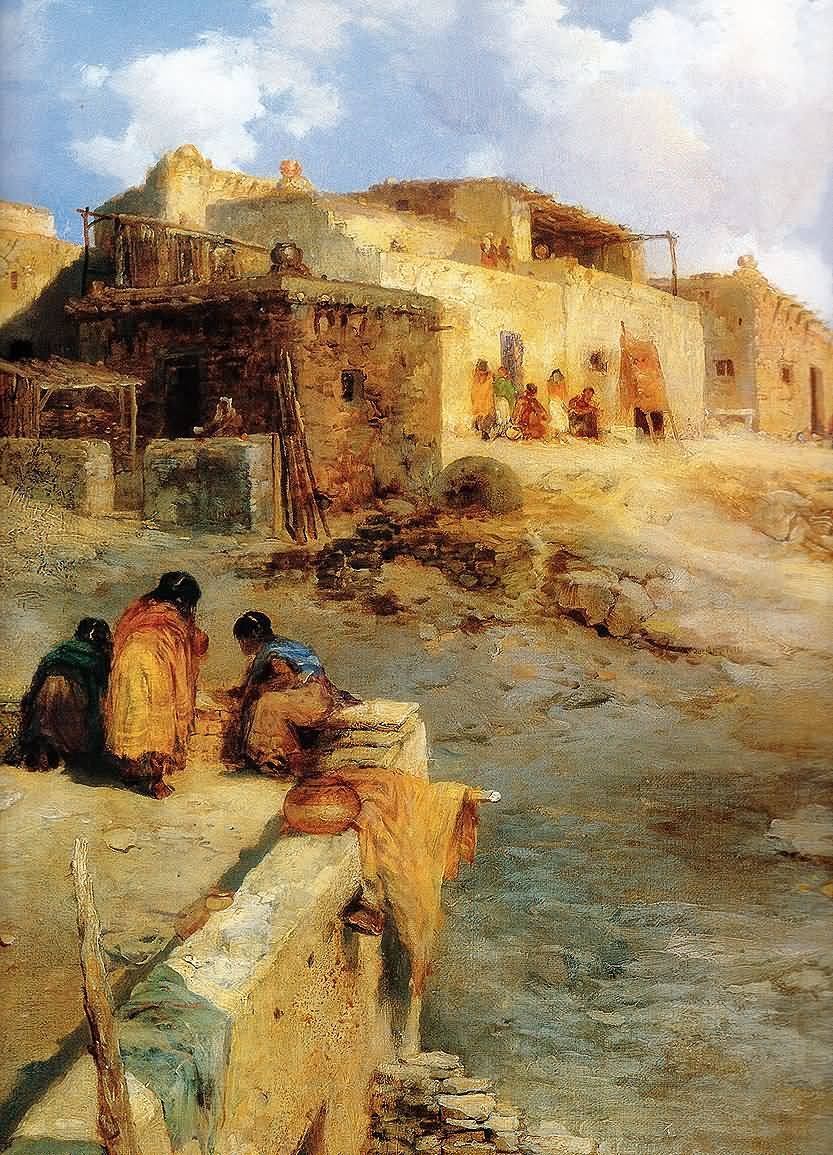
Индейское пуэбло в Нью-Мексико
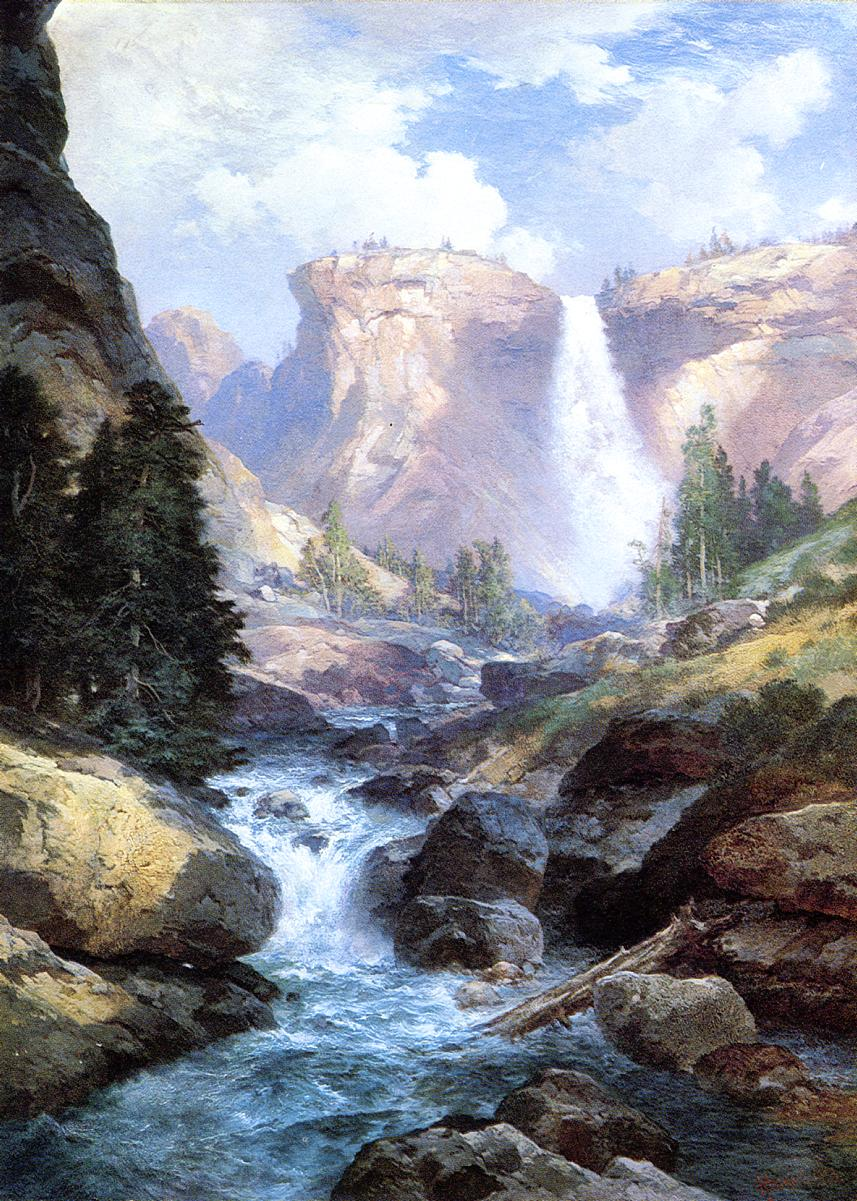
Под скалой Красная Стена, Гранд-Каньон, Аризона
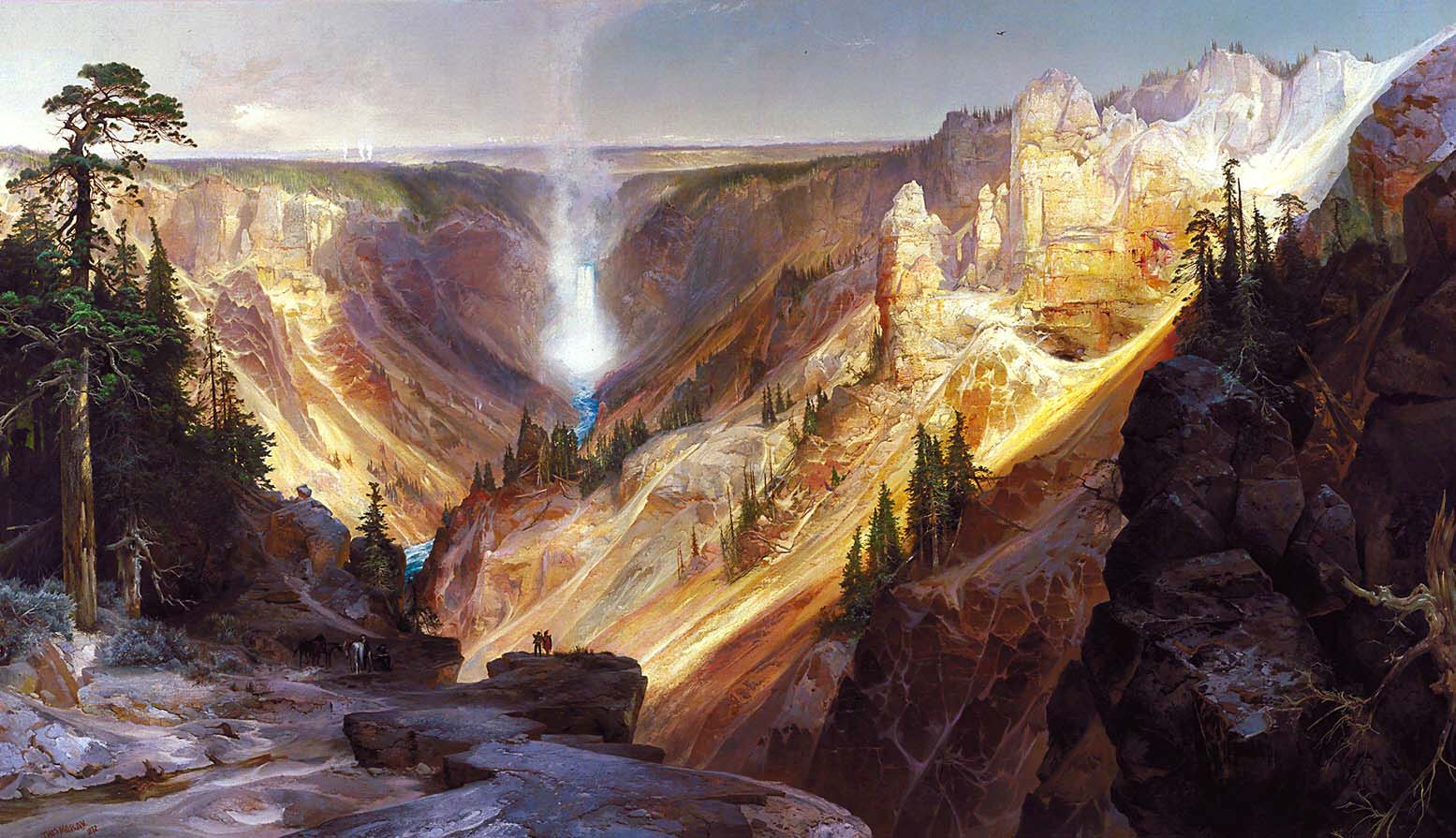
Великий Йеллоустонский каньон[англ.], Йеллоустонский национальный парк, 1871[5].